# Андре Вандевејер
Андре Вандевејер  (Тинен, 21. јун 1909. — Тинен 22. октобар 1992.) био је белгијски фудбалер и тренер.

## Биографија
Вандевејер почиње да игра фудбал у свом граду, у Тирлемонту 1924. и дебитује 1926. у другој лиги. После пет година прелази у Унион. Био је голман легендарног тима Унион 60 : чувени Унион 60 је био непоражен у Дивизији 1 током 60 мечева, са три узастопне титуле у овом периоду, између 9. јануара 1933. и 10. фебруара 1935.
Такође је играо за Белгију, пет пута између 1933. и 1934. године, укључујући једну утакмицу на Светском првенству у Италији.
После рата, постао је тренер Униона 60. Био је и тренер белгијске репрезентације после Дага Ливингстона, од јануара 1955. до јуна 1957.